# CE Lajeadense
Az Clube Esportivo Lajeadense, röviden Lajeadense, Lajeado város labdarúgó csapata, melyet 1911-ben hoztak létre. A brazil együttes a Gaúcho állami bajnokság, valamint az országos Série D tagja.

## Sikerlista

### Állami
- 2-szeres Divisão de Acesso bajnok: 1959, 1979

## Játékoskeret
2015-től
| # |     | Poszt | Név             |
| - | --- | ----- | --------------- |
|   | BRA | K     | Luiz Müller     |
|   | BRA | K     | Giovani         |
|   | BRA | K     | Jonathan Walker |
|   | BRA | K     | Vinícius Parise |
|   | BRA | V     | Márcio Goiano   |
|   | BRA | V     | Thiago Machado  |
|   | BRA | V     | Laércio Soldá   |
|   | BRA | V     | Josias Basso    |
|   | BRA | V     | William         |
|   | BRA | V     | Eduardo         |
|   | BRA | V     | Higor           |

| # |     | Poszt | Név           |
| - | --- | ----- | ------------- |
|   | BRA | KP    | Vinicius      |
|   | BRA | KP    | Rafael Gava   |
|   | BRA | KP    | Paulo Josué   |
|   | BRA | KP    | Matheus Costa |
|   | BRA | KP    | Quaresma      |
|   | BRA | KP    | Igor          |
|   | BRA | KP    | Lucas Winck   |
|   | BRA | KP    | Fábio Rosa    |
|   | BRA | KP    | Marabá        |
|   | BRA | CS    | Cleyton       |
|   | BRA | CS    | Marquinhos    |